# سیلویا چیزمن
سیلویا چیزمن (انگلیسی: Sylvia Cheeseman؛ زادهٔ ۱۹ مهٔ ۱۹۲۹) ورزشکار دو و میدانی اهل بریتانیا است.
وی در مسابقات کشوری و بین‌المللی در مجموع برندهٔ ۱ مدال نقره، ۲ مدال برنز شده‌است.